# Williams Tower
La Williams Tower (originariamente chiamata Transco Tower) è un grattacielo situata nel distretto Uptown di Houston, in Texas.
L'edificio è stato progettato dalla John Burgee Architects insieme a Philip Johnson con la collaborazione della Morris-Aubry Architects di Houston. Utilizzata per ospitare uffici, è alta 274.6 metri e possiede 64 piani. La costruzione iniziò nell'agosto del 1981 e fu completata nel dicembre 1982. La torre è la 4ª più alta del Texas, la 31º più alto negli Stati Uniti e il 140º più alto del mondo.